# Dinastía Awan

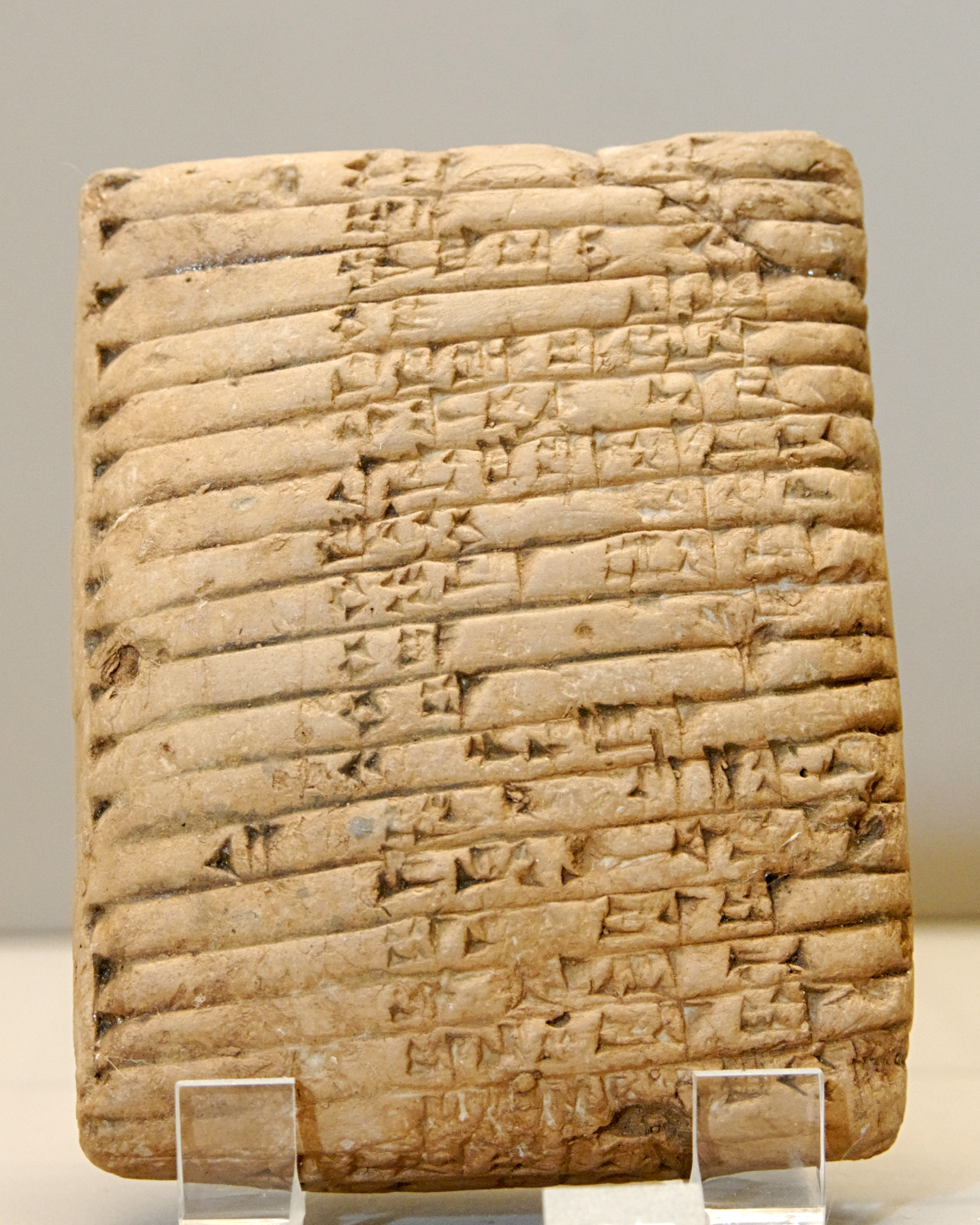
Lista dinástica de los reyes de Awan

La Dinastía Awan fue la primera dinastía del Imperio elamita, fundada por un rey llamado Peli en los albores de la historia. Debió tener importancia e influencia con respecto a Sumer desde muy tempranas épocas, pues sus conflictos con Mesopotamia comienzan con En-Men-Barage-Si de Kiš (siglo XXVIII a. C.-siglo XXVII a. C.), monarca que la derrotó. Otra figura sumeria, Eannatum de Lagash, también tuvo que vérselas con los elamitas de Awan, a los que asegura derrotar.

## Elam y Sumeria
La dinastía fue constituida por un total de 12 reyes. Los hechos de los reinados de estos reyes se desconocen, al igual que las características más básicas del estado elamita primigenio. Sí se sabe que mantenía intensas relaciones comerciales con importantes enclaves comerciales mesopotámicos como Lagaš, ciudad de la que importaba principalmente alimentos y a la que exportaba ganado, lana, esclavos y plata entre otras cosas. Un texto de la época hace referencia al envío de un cargamento de estaño al gobernador de la ciudad elamita de Urua, el cual se comprometía a trabajar el material y devolverlo hecho bronce, lo que pone de manifiesto la superioridad en el conocimiento y la técnica metalúrgica que poseían los elamitas por encima de los sumerios. Las causas de los conflictos que hubo entre estos y los elamitas, se deben más que nada al intento de los reyes sumerios de apoderarse del mercado con el Marhasi, región situada más al oriente que Elam, que era rico en productos de lujo y de todo tipo, pero en especial en piedras preciosas.
Durante la etapa acadia, los elamitas consiguieron evitar la total asimilación, por parte de los acadios, de sus dominios. La capital Anshan, localizada en lugar abrupto y montañoso de Irán sur occidental, jamás fue tomada por Acad. De hecho los elamitas fueron una fuente de las tensiones que desestabilizarían el estado acadio hasta su definitiva caída a manos de los gutium. Del período acadio data el más antiguo texto elamita escrito en su lengua propia, un tratado entre Naram-Sin y un rey de Awan, del que no se conoce con certeza su identidad. Quizá se tratare de un tal Helu.

## Puzurinsusinak, el Auge de Awan
Tras la caída de los acadios, tendría lugar el reinado del monarca más destacable de Awan, Puzurinsusinak (también llamado, Kutik-Inshushinnak). Por aquel tiempo es cuando Susa comienza a ganar preponderancia en Elam (posteriormente Elam se llamaría Susiana y no Elam, lo que demuestra la importancia de esta ciudad) que comienza llenarse de templos y monumentos. Puzurinsusinak, que comenzó siendo gobernador de Susa, llegaría a convertirse en uno de los reyes más poderosos en el siglo XXII a. C. Sus conquistas le llevaron a derrotar a las adyacentes Kimash y Hurtum (pueblos vecinos que se rebelaron contra él) llegando a destruir 70 ciudades en un día. Seguidamente estableció su posición de monarca venciendo a todos sus rivales y tomando Anshan, la capital. No contento con ello, emprendió campañas devastadoras por toda la región norte de Sumeria logrando apoderarse de ciudades tan importantes como Ešnunna. Cuando finalmente conquistó Acad se declaró rey de las cuatro zonas, convirtiéndose en dueño y señor más poderoso del mundo conocido. Posteriormente, Ur-Nammu de Ur, fundador de la III dinastía de Ur le vencería poniendo fin a la mayor edad de Elam (del tercer milenio antes de Cristo) y a la propia dinastía de Awan. Su labor no fue sólo militar y conquistadora, fue el artífice de la organización y la estructura administrativa de Elam. Amplió el templo de Insusinak en el que erigió una estatua suya y mantuvo las más soberbias maneras de adoración, sacrificando carneros mañana y tarde. Durante su reinado se jactaba de que había logrado que imperara la justicia en sus dominios.
Tras su derrota Puzurinsusinak desaparece de la historia, tal como su dinastía, y Elam queda en manos de la dinastía Simaski.

## Reyes de la Dinastía
- Peli
- Taar
- Ukutahis
- Hishur
- Shushuntarana
- Napilhus
- Kikusiwetemti
- Luhishan
- Hishepratep
- Eshpum
- Ilishmani
- Epirmupi
- Helu
- Hita
- (dominio Guteo)
- (*himpishuk)
- Puzurinsusinak
- (dominio sumerio)